# Quint-Fonsegrives
Quint-Fonsegrives è un comune francese di 6 059 abitanti situato nel dipartimento dell'Alta Garonna nella regione dell'Occitania.

## Storia

### Simboli
Lo stemma del Comune, adottato nel 1985, si blasona:
Il numero romano V ricorda che Quint si trova all'altezza della quinta pietra miliare provenendo da Tolosa. 
La fonte accompagnata da un tordo (grive) è il simbolo di Fonsegrives (Fons sacriva, la fonte sacra, le cui sorgenti furono oggetto di culto in epoca celtica); nell'ultimo quarto san Pietro, patrono di Quint. La croce occitana, nel centro dello scudo, simbolizza l'appartenenza alla contea di Tolosa.

## Società

### Evoluzione demografica
Abitanti censiti